# Tropheus kasabae
Tropheus kasabae – słodkowodna ryba z rodziny pielęgnicowatych. Hodowana w akwariach. W bazie Catalog of Fishes takson ten jest synonimizowany z Tropheus moorii.

## Występowanie
Gatunek endemiczny. Zamieszkuje litoral skalisty południowej części jeziora Tanganika w Afryce.

## Opis
Ciało lekko bocznie spłaszczone, krępe. Dorastają do ok. 11 cm.
| Zalecane warunki w akwarium | Zalecane warunki w akwarium                 |
| --------------------------- | ------------------------------------------- |
| Zbiornik                    | duży                                        |
| Temperatura wody            | 25–28 °C                                    |
| Twardość wody               | twarda 8 – 25°n                             |
| Skala pH                    | 7,5–9                                       |
| Pokarm                      | żywy, mrożony, suchy z dodatkiem roślinnego |